# 拉什維爾鎮區 (印地安納州拉什縣)
拉什維爾鎮區（英語：Rushville Township）是位於美國印地安納州拉什縣的一個行政鎮區。

## 地方資料
根據2010年美國人口普查的數據，拉什維爾鎮區的面積為113.80平方千米，當中陸地面積為113.70平方千米，而水域面積為0.10平方千米。當地共有人口7897人，而人口密度為每平方千米69.39人。